# Stefan Jungmair
Stefan Jungmair (* 26. August 1965) ist ein österreichischer Komponist, Saxophonist und Gründer der elektronischen Musik-Duos Mum und Mummer.

## Leben
Jungmair ist in Wien als Musiker tätig. Er komponierte neben TV-Signations und Werbejingles Filmmusik z. T. gemeinsam mit seinem Bruder Bernd Jungmair zu den Kinofilmen Missbrauch wird bestraft, Twinni, Der Fall Wilhelm Reich, Die Werkstürmer, Der Vampir auf der Couch und zu dem ORF-Zweiteiler Aufschneider.
Mummer wurde 2007 für den „Amadeus Austrian Music Award“ Kategorie FM4 Alternative nominiert.
Der Fall Wilhelm Reich wurde 2014 für den Österreichischen Filmpreis Kategorie „beste Musik“ nominiert.